# Erwin F. B. Albrecht
Erwin Fritz Bernhard Albrecht (meist als Erwin F. B. Albrecht oder Fritz Bernhard; geboren am 5. Juli 1897 in Berlin; gestorben am 28. Mai 1971 ebenda) war ein deutscher Satiriker, Humorist und Romancier.
Albrecht, Sohn eines Musiklehrers, wurde nach dem Abitur Offizier im Ersten Weltkrieg. Danach studierte er Germanistik, Anglistik, Kunst- und Theatergeschichte. Ende der 1920er Jahre wurde er Mitarbeiter mehrerer linker Zeitungen und Kabaretts in Berlin, nach deren Verbot durch die Nationalsozialisten arbeitete er als Unterhaltungsautor u. a. für den Rundfunk. Ab 1946 war er ständiger Mitarbeiter der Zeitschrift Frischer Wind, aus der 1954 der Eulenspiegel hervorging, die einzige satirische Zeitschrift der DDR. Neben Beiträgen für den Eulenspiegel war Albrecht Autor von Lustspielen, Kabaretttexten und Drehbüchern für Zeichentrickfilme. Ab Ende der 1950er Jahre verfasste er eine Reihe satirisch-humoristischer Romane, von denen einige bis Mitte der 1960er Jahre in der DDR Auflagen von über 35.000 Exemplaren erreichten.

## Werke
- Onkel Herkules. Schwank in 3 Akten. Pinguin, Berlin o. J.
- Der lachende Lautsprecher. Ein lustiges Unterhaltungsbuch mit Versen, Szenen und allerlei Allotria. Stauf, Köln 1938.
- Erwin Albrecht und Hans Sattler: Wenn’s Mailüfterl weht. Ein Rundfunksingspiel. Musik: Hans Sattler. Ursendung vom „Reichssender Breslau“ am 21. Mai 1935. Spielleitung: Hans Joachim Steindamm. Musikalische Leitung: Ernst Josef Topitz. Weitere Sendungen: München 30. Mai 1936. In: Das Hörspielbuch. Hrsg. von Hans Kriegler. Präsident der Reichfunkfunkkammer unter Mitarbeiter von Kurt Paqué. Leiter der Abteilung Spielleitung am Reichssender Breslau. Breslau: Ostdeutsche Verlagsanstalt 1938, S. 367–423.
- Der Liebeslotse. Roman. Hans Müller, Hamburg 1939 (Exemplar bisher nicht nachgewiesen; Verlust in Deutsche Bücherei, Leipzig)
- Wer heiratet Grete Schmidt? Kleiner Roman um eine Rundfunkstimme. Wicher, Berlin 1941.
- Splitter (Sketche; unter dem Pseudonym Fritz Bernhard). VEB Hofmeister, Leipzig 1953.
- Die Sportkanone. (Lustspiel in einem Akt frei nach der humoristischen Erzählung Die Berühmtheit von W. Indien in der Zeitschrift Sowjet-Sport; unter dem Pseudonym Fritz Bernhard) VEB Hofmeister, Leipzig 1954.
- Das kann ja heiter werden (Sammlung humoristischer Texte; unter dem Pseudonym Fritz Bernhard). Illustrationen von Peter Dittrich. Eulenspiegel, Ost-Berlin 1956.
- Der Tanzleutnant. Roman. Verlag der Nation, Ost-Berlin 1959.
- Marius Siebenpunkt. Roman. Petermänken, Schwerin 1959.
- Dackelmann. Roman. Petermänken, Schwerin 1960.
- Der Sandskandal. Roman. Mitteldeutscher Verlag, Halle 1961.
- Amalienhof. Roman. Petermänken, Schwerin 1962.